# María Aurora Carrillo
María Aurora Carrillo (Valledupar, 8 de agosto de 1966) es la directora ejecutiva y pedagógica de la Fundación Transformemos que durante los últimos nueve años, ha llevado educación regionalizada, pertinente y acorde a sus potencialidades a más de 400.000 hombres y mujeres de las poblaciones más vulnerables de Colombia. Ha logrado desarrollar un software educativo multilingüe regionalizado que no requiere de acceso a internet dado que se instala en tabletas digitales y desarrolla hora a hora, con hipertextos, profesores virtuales, videos, y demás herramientas de las nuevas tecnologías, todas las sesiones de clase que se requieren, desde aprender a leer hasta grado once; elevando así la calidad de la educación, mientras se logra la inclusión de las poblaciones vulnerables en la cultura escrita y la cultura digital, en forma simultánea.

## Formación
Graduada como Licenciada en Psicología y Pedagogía de la Universidad Pedagógica Nacional de Colombia y posteriormente realiza estudios de Magíster en Educación con énfasis en educación para la convivencia de la Pontificia Universidad Javeriana.

## Trayectoria y reconocimientos
En el año 1996 y hasta el 2001 se desempeñó como profesional Universitario Grado 15 en la Subdirección de Programas del Departamento Administrativo de Acción Comunal Distrital de la Alcaldía Mayor de Bogotá.
En el año 2000 diseñó el modelo educativo A Crecer dirigido a la población vulnerable de Arauca (Colombia), modelo que posteriormente fue cedido al Ministerio de Educación de Colombia para su empleo, y que aún hoy en día está en operación para enseñar a leer y escribir a la población analfabeta.
En el año 2006 culminó un detallado trabajo de investigación pedagógica que la llevó a crear el modelo educativo Transformemos Educando, el cual cubre desde el primer grado hasta la culminación de la educación media y el bachillerato, dirigido a jóvenes y adultos desertores de las poblaciones más vulnerables. Este modelo se implementó inicialmente en la región del Catatumbo colombiano zona azotada por la guerra entre guerrilla, paramilitares y narcotráfico, trabajo que fue reconocido como una buena práctica merecedora de replicarse en Iberoamérica por el Ministerio de Educación, Cultura y Deporte de España.
En el año 2010, continuando con el permanente proceso de investigación y desarrollo metodológico, diseña el Sistema Interactivo Transformemos Educando, el cual incorpora las nuevas tecnologías al proceso de educación de jóvenes y adultos, de forma tal que se crea un sistema educativo en el que interactúan los estudiantes, docentes, las mediaciones didácticas impresas, las mediaciones didácticas interactivas, la institución educativa y la comunidad, en un permanente intercambio de saberes y aplicación de la educación a la realidad de cada región.
La calidad de sus modelos logra que la Fundación Transformemos, bajo su liderazgo sea aceptada como miembro del International Council for Adult Education (ICAE).
En el año 2011 logra que la ciudad de Cartagena sea declarada la primera ciudad colombiana libre de analfabetismo al incorporar al sistema educativo a 28.000 jóvenes y adultos vulnerables al sistema educativo oficial a través de la implementación del Sistema Interactivo Transformemos Educando.
En el año 2012 Unesco reconoce el trabajo de la fundación y le otorga el Premio UNESCO Confucio de Alfabetización, siendo la única fundación privada que ha recibido dicho galardón, dado que no fue postulada por ningún gobierno, sino por International Council for Adult Education (ICAE).
En el año 2013 recibe el Premio Mujeres de Éxito otorgado por la Fundación Mujeres de Éxito y presenta al mundo el primer software educativo para ser instalado en tabletas digitales que permite adelantar estudios desde alfabetización hasta grado once en Idioma sikuani, Idioma kurripako, Idioma piapoco, Idioma puinave y español, diseñado para las comunidades indígenas de Guainía. Con esto se logró que cada estudiante cuente con una tableta que no requiere Internet para adelantar sus estudios, dado que todo el contenido curricular en hipertextos está grabado en la memoria interna de la tableta.
En  el  2014 la Pontificia Universidad Javeriana le rinde un sentido homenaje por ser una de las egresadas más destacadas, de la Maestría en Educación.
En el 2015, La directora de la Organización de las Naciones Unidas para la Educación, la Ciencia y la Cultura - Unesco, Irina Bokova, la designó como jurado de los premios mundiales de educación de la Unesco.

## Publicaciones
- Dirección pedagógica y conceptual de los libros del modelo educativo Transformemos Educando y del Sistema Interactivo Transformemos Educando (Mediaciones Didácticas), del grado primero al grado once para más 28 regiones y entes territoriales colombianos, tales como: Cartagena de Indias, Amazonas (Colombia), Región de la Orinoquía (Colombia), Boyacá, Chocó, Cesar, Córdoba (Colombia), Barrancabermeja, Tolima, Nariño (Colombia) y Cauca (Colombia); con un tiraje de más de un millón de ejemplares en más de 10 años.
- “Para Construir una convivencia democrática. Nuevos paradigmas y tres estudios de caso" (Pontificia Universidad Javeriana: 2002)
- Informe de investigación Transformemos Educando en Nariño: inclusión social en un contexto de culturas ancestrales (2010).
- La tecnología es impresionante (2011).
- Impacto del uso de las mediaciones didácticas interactivas en Córdoba (2011).
- Cartagena libre de analfabetismo. Memoria de una hazaña (2011).
- Son ri tambó / Son de tambores - Palenque de San Basilio habla y escribe Criollo palenquero. Fortalecimiento de la cultura y lengua palenquera mediante su inclusión en la cultura escrita (2011).
- Cocina criolla cartagenera de Veddá Veddá (2012).
- Módulo integrado para ciclo 1 grados 1, 2 y 3  para adelantar estudios de alfabetización en Idioma sikuani, Idioma kurripako, Idioma piapoco, Idioma puinave y español, diseñado para las comunidades indígenas de Guainía (2013).
- Kumina ri Palenge pa tó paraje Cocina Palenquera para el mundo (2014).
- Evaluación del impacto de la implementación del Sistema Interactivo Multilingüe Transformemos en Guainía (2015).